# Коленсо, Джон Уильям
Джон Уильям Коленсо (англ. John William Colenso; 24 января 1817 — 20 июня 1883) — английский теолог и религиозный деятель, епископ южноафриканской провинции Наталь.

## Биография
Родился в Корнуолле, детство и юность провёл в крайней бедности, однако сумел получить хорошее математическое образование в Кембридже. Автор учебных пособий по алгебре и арифметике (1841—1843), пользовавшихся широкой популярностью. В 1846 году стал священником, в 1853 был рукоположён в епископы южноафриканской провинции Натал, где и провёл оставшиеся 30 лет жизни. Коленсо выучил язык зулу, в сотрудничестве с Вильгельмом Бликом составил его словарь и грамматику, перевёл на него Новый Завет и ряд других церковных книг. В ходе тесного общения с зулусами, которым епископ проповедовал христианство, у Коленсо возникли серьёзные сомнения в правильности отдельных положений Библии, отразившиеся в ряде опубликованных им комментариев. Коленсо, в частности, поддерживал учение Дарвина об эволюции, резко выступал против угнетения зулусов белыми поселенцами Южной Африки. Более консервативная часть южноафриканских священников и миссионеров попыталась отстранить Коленсо от служения и лишить его сана, однако эти попытки не увенчались успехом.
Коленсо считается предтечей теологии Освобождения. В его честь назван город Коленсо (город) в провинции Натал.